# Ольсен, Йетте
Йе́тте О́льсен (дат. Jette Olsen) — датская кёрлингистка и тренер по кёрлингу.
В составе женской команды Дании участвовала в четырёх чемпионатах мира (лучший результат — чемпионы в 1982) и двух чемпионатах Европы (лучший результат — пятое место в 1984). Трёхкратная чемпионка Дании среди женщин. В составе юниорской женской сборной Дании участник и победитель чемпионата Европы среди юниоров 1983. Чемпионка Дании среди юниоров.
Играла в основном на позиции третьего.
Как второй тренер женской сборной Дании участвовала в зимних Олимпийских играх 2018.

## Достижения
- Чемпионат мира по кёрлингу среди женщин: золото (1982).
- Чемпионат Дании по кёрлингу среди женщин: золото (1985, 1986, 1987)[3].
- Чемпионат Европы по кёрлингу среди юниоров: золото (1983).
- Чемпионат Дании по кёрлингу среди юниоров: золото (1983)[4].

## Команды
| Сезон   | Четвёртый    | Третий             | Второй          | Первый             | Турниры                             |
| ------- | ------------ | ------------------ | --------------- | ------------------ | ----------------------------------- |
| 1981—82 | Хелена Блак  | Марианне Йоргенсен | Астрид Бирнбаум | Йетте Ольсен       | ЧМ 1982                             |
| 1982—83 | Хелена Блак  | Йетте Ольсен       | Малене Краусе   | Лоне Кристофферсен | ЧДЮ 1983 · ЧЕЮ 1983                 |
| 1983—84 | Хелена Блак  | Йетте Ольсен       | Малене Краусе   | Лоне Кристофферсен | ЧЕ 1983 (8 место)                   |
| 1984—85 | Хелена Блак  | Малене Краусе      | Йетте Ольсен    | Лоне Кристофферсен | ЧДЖ 1985                            |
| 1984—85 | Хелена Блак  | Йетте Ольсен       | Малене Краусе   | Лоне Кристофферсен | ЧЕ 1984 (5 место) ЧМ 1985 (6 место) |
| 1985—86 | Хелена Блак  | Малене Краусе      | Йетте Ольсен    | Лоне Кристофферсен | ЧДЖ 1986                            |
| 1985—86 | Хелена Блак  | Йетте Ольсен       | Малене Краусе   | Лоне Кристофферсен | ЧМ 1986 (8 место)                   |
| 1986—87 | Хелена Блак  | Йетте Ольсен       | Малене Краусе   | Лоне Кристофферсен | ЧДЖ 1987                            |
| 1986—87 | Йетте Ольсен | Хелена Блак        | Малене Краусе   | Лоне Кристофферсен | ЧМ 1987 (7 место)                   |

(скипы выделены полужирным шрифтом)

## Результаты как тренера национальных сборных
| Год  | Турнир                       | Сборная         | Место |
| ---- | ---------------------------- | --------------- | ----- |
| 2018 | Зимние Олимпийские игры 2018 | Дания (женщины) | 10    |